# Calvi (Olaszország)
Calvi község (comune) Olaszország Campania régiójában, Benevento megyében.

## Fekvése
A megye délkeleti részén fekszik, 60 km-re északkeletre Nápolytól, 10 km-re délkeletre a megyeszékhelytől. Határai: Apice, Pietradefusi, San Giorgio del Sannio, San Nazzaro és Venticano.

## Története
A település valószínűleg az i. e. 4. században alapították az Alpokból érkező ligur törzsek. A mai település alapításának ideje nem ismert. Hosszú ideig Montefuscói Bárósághoz tartozó falucska volt. A 19. század elején, amikor a Nápolyi Királyságban felszámolták a feudalizmust előbb San Nazzaro része lett, majd 1958-tól önálló község.

## Népessége
A népesség számának alakulása:

## Főbb látnivalói
- Palazzo Federico II, más néven Casino del Principe
- San Gerardo-templom